# Amblyceps caecutiens
Amblyceps caecutiens is een straalvinnige vissensoort uit de familie van de slanke meervallen (Amblycipitidae). De wetenschappelijke naam van de soort is voor het eerst geldig gepubliceerd in 1858 door Blyth.